# Chantal de Ridder
Chantal Alida Maria de Ridder (Leiden, 19 januari 1989) is een Nederlands voetbalster die sinds 2013 speelt voor Ajax.

## Clubcarrière

### AZ
In de zomer van 2007 verruilde De Ridder haar club Ter Leede voor AZ om mee te gaan doen aan de nieuwe Eredivisie. In haar eerste jaar bij de club werd direct het landskampioenschap behaald. Ook maakte ze haar debuut voor het Nederlands elftal. Ook in haar tweede en derde jaar bij de Alkmaarders werd De Ridder kampioen. Tevens kende seizoen 2009/10 een persoonlijk succes; ze werd gedeeld topscorer met Sylvia Smit. Een jaar later werd ze wederom topscorer, ditmaal alleen. Het bleek echter niet genoeg voor een nieuw kampioenschap. In de laatste wedstrijd van het seizoen werd de KNVB beker gewonnen. Daarna zou ze over stappen naar SC Telstar VVNH, net als haar ploeggenoten, maar koos ze uiteindelijk voor een aanbieding van de Duitse topclub 1. FFC Turbine Potsdam.

### Turbine Potsdam
In haar eerste seizoen bij Potsdam had De Ridder geen basisplaats. Tot en met december kwam ze tot zeven duels in de competitie, maar wist daarin niet te scoren. In de UEFA Women's Champions League scoorde ze wel voor de club. In vier duels scoorde ze twee treffers. In december 2011 scheurde ze haar voorste kruisband en buitenband van haar rechterknie, waardoor ze de rest van het seizoen niet in actie kon komen.

### AFC Ajax
De Ridder komt in 2012 bij AFC Ajax.
In het seizoen 2017/18 komt de Ridder vanwege een bilblessure weinig in actie, en later vanwege een zwangerschap. Ze tekent wel bij bij Ajax, om na haar zwangerschap weer bij de selectie terug te keren. Op vrijdag 20 juli beviel De Ridder van dochter.

## Interlandcarrière
De Ridder maakte op 29 juli 2007 haar debuut voor het Nederlands elftal in Volendam tegen Noord-Korea. Het duel eindigde in een 0-0 gelijkspel. In de zomer van 2009 nam De Ridder deel met het Nederlands elftal aan het EK. Ze speelde drie van de vijf wedstrijden en bereikte met Nederland de halve finales.

## Erelijst

### In clubverband
- Landskampioen Nederland: 2007 (Ter Leede), 2008, 2009, 2010 (AZ)
- KNVB beker: 2007 (Ter Leede), 2011 (AZ)
- Landskampioen Duitsland: 2012 (Potsdam)

### Individueel
- Topscorer Eredivisie: 2009/10, 2010/11

## Statistieken
| Seizoen | Club                   | Land      | Competitie  | Wedstrijden | Doelpunten |
| ------- | ---------------------- | --------- | ----------- | ----------- | ---------- |
| 2007/08 | AZ                     | Nederland | Eredivisie  | 16          | 5          |
| 2008/09 | AZ                     | Nederland | Eredivisie  | 23          | 10         |
| 2009/10 | AZ                     | Nederland | Eredivisie  | 18          | 11         |
| 2010/11 | AZ                     | Nederland | Eredivisie  | 21          | 19         |
| 2011/12 | 1. FFC Turbine Potsdam | Duitsland | Bundesliga  | 7           | 0          |
| 2012/13 | AFC Ajax               | Nederland | BeNe League | 13          | 7          |
| 2013/14 | AFC Ajax               | Nederland | BeNe League | 8           | 7          |
| 2014/15 | AFC Ajax               | Nederland | BeNe League | 9           | 7          |
| 2015/16 | AFC Ajax               | Nederland | BeNe League | 16          | 5          |
| 2016/17 | AFC Ajax               | Nederland | BeNe League | 9           | 5          |
| 2017/18 | AFC Ajax               | Nederland | BeNe League | 0           |            |
| 2018/19 | AFC Ajax               | Nederland | BeNe League |             |            |
| Totaal  | Totaal                 | Totaal    | Totaal      | 140         | 76         |

Laatste update 14 april 2013 10:23 (CEST)